# 台上里
台上里位台灣高雄市岡山區最中心位置，為岡山區人口數的第二大里。

## 簡介
台上里位台灣高雄市岡山區最中心位置，位於新省道東邊，北臨嘉興里、為隨里，東鄰竹圍里，西鄰岡山里、灣裡里，里內人口約7,500人，目前為岡山區人口數的第二大里，達26鄰，因地理位置方便，住宅區林立，也因此成為外地人口遷移此處的吸引力之一，而里內的忠誠街，更有富人區的稱號，與另一頭的富貴路有互相輝映的涵意。

## 相關資料
統計日期截至民國112年10月底止
里人口數：7,511人（男3,603人、女3,908人）
鄰數：26鄰
戶數：2,624戶
里面積：2.1030平方公里
里活動中心：位於高雄市岡山區台上里嘉新東路139之1號
學區：竹圍國小

## 沿革
台上里: 民國35年設立，以臺上庄為里名，今多簡寫為「台上」。
台上、臺上：讀音為「ㄉㄞˇㄐㄧㄡˋ」，一稱為「鯉魚漿」之諧音，因本地的地勢低，又盛產鯉魚〈台語稱為ㄉㄞˇ仔魚〉的關係，而鯉魚的閩南語音如「台仔」。
對照地形圖和文獻，本地並無地勢低窪的水窟存在，而北方的「為隨」、竹圍里新庄的「山霸」地名和「路窟」聚落，皆應源起為平埔族群，因此台上應為平埔族群地名加以音譯而來，原意不明。

## 宗教信仰
以台上里昌安宮為信仰中心，1862年 (同治元年)建立，有岡山代天府之稱，主神供奉池府千歲、朱府千歲及李府千歲，是早期聚落圍繞之中心，現今亦是地方居民信仰之所在。
地址: 820 高雄市岡山區台上里台上路37號
電話: (07) 622 5477

## 里界範圍
里界: 以成功路為主，台上路、富貴路、大仁路與嘉新東路為輔。
東與竹圍里、西與為隨里、南與岡山里、北與嘉興里為界。

## 歷屆里長

### 岡山鎮時期
| 屆次 | 姓名   | 備註 |
| ---- | ------ | ---- |
| 1    | 何福來 |      |
| 2    | 何福來 |      |
| 3    | 何福來 |      |
| 4    | 楊文恭 |      |
| 5    | 楊文恭 |      |
| 6    | 廖德蒼 |      |
| 7    | 何怨   |      |
| 8    | 何怨   |      |
| 9    | 何日祥 |      |
| 10   | 何日祥 |      |
| 11   | 何日祥 |      |
| 12   | 鄭春季 |      |
| 13   | 鄭春季 |      |
| 14   | 何存秀 |      |
| 15   | 董連添 |      |
| 16   | 董連添 |      |
| 17   | 王瑞立 |      |
| 18   | 李金本 |      |

### 岡山區時期(縣市合併後)
| 屆次 | 姓名     | 備註                                                   |
| ---- | -------- | ------------------------------------------------------ |
| 1    | 董楊仙嬌 | 原"董連添"，但因賄選判刑入獄當選無效，隨後由妻子補選上 |
| 2    | 李金本   |                                                        |
| 3    | 李金本   |                                                        |